# 12 is Better Than 6
12 is Better Than 6 — инди-видеоигра, разработанная студией Ink Stains Games и выпущенная в продажу на платформе Steam 20 ноября 2015 года.
Игра доступна на компьютерах с операционными системами Windows, Linux.

## Игровой процесс
Разработчики описывают игру как хардкорный Top-Down Shooter с элементами стэлса, выполненный в тематике Дикого запада. В игре присутствует необычная графика, имитирующая рисовку ручкой по бумаге. Ещё одной отличительной особенностью игры является система взвода курка — перед каждым выстрелом у револьверов и карабинов нужно взводить курок правой кнопкой мыши.

## Сюжет
Название игры — 12 лучше чем 6 — это старая ковбойская поговорка про самооборону: «пусть лучше меня судят двенадцать присяжных, чем шестеро несут мой гроб».
Сюжет рассказывает историю беглого каторжника Хуана, который потерял свою память и не понимает что происходит: его портрет украшает улицы города, его преследуют бандиты, охотники за головами и правительство. Попытки понять происходящее заворачивают главного героя к индейским племенам, фанатичным мормонам, китайским шахтёрам. И везде его поджидают всевозможные неприятности. Во многих играх герои носятся по миру, собирая себе друзей и союзников. Дикий запад иной — здесь, бродя по миру, проще нажить себе очередного врага.
Сюжет линеен и не имеет возможностей выбора, концовка игры только одна.

## Разработка
Идея игры появилась в начале 2014 года. Разработка игры заняла около полутора лет с большими перерывами в начале разработки. Много времени прошло между появлением прототипа и вызреванием идеи о том, что из него можно сделать много большее, чем он является.
Полноценная разработка в режиме полного рабочего дня началась в мае 2015 года, когда проект выиграл финансирование и издательство от компаний Pinkapp и Nekki. Разработка игры велась на движке Gamemaker Studio.
В составе команды было три человека — Денис Момотов (художник и автор идеи), Михаил Барков (сценарист и дизайнер уровней) и Антон Грищенко (программист).
Игра занималась сбором средств на Boomstarter на реализацию саундтрека, где собрала 125 % от заявленной суммы в 50 000 рублей. Также был пройден Kickstarter с суммой 15 000 фунтов.
В игре присутствуют в качестве персонажей и люди, помогавшие с её продвижением.

## Музыка
- El tiroteo loco (John R1se feat. Exaige)
- Vais conmigo (John R1se feat. Exaige)
- Furia de hielo (John R1se feat. Exaige)
- Imparable (John R1se feat. Exaige)
- Espiritus del Diablo (John R1se feat. Exaige)
- De seis países (Ivan Reshetnev)
- El Quattro (Ivan Reshetnev)
- Epic Pendejo(Son of the sun)
- Espaniola (Ivan Reshetnev)
- Un Camino Peligrosso (Ivan Reshetnev)
- Sambrero (Ivan Reshetnev)
- Séptimo cielo (Ivan Reshetnev)
- Sigue tu sueño (Ivan Reshetnev)

## Продажи
7 декабря 2014 года началась кампания игры на Steam Greenlight. Игра получила одобрение за 4 дня.
20 ноября 2015 года стартовали продажи игры на платформе Steam. К концу 2015 года разработчики заявили в своей официальной группе в ВКонтакте о продаже более 10 тысяч копий.
Оригинальный язык произведения русский. Также разработчики заказали переводы на английский, французский и немецкий языки.
Летом 2018 года, благодаря уязвимости в защите Steam Web API, стало известно, что точное количество пользователей сервиса Steam, которые играли в игру хотя бы один раз, составляет 221 369 человек.

## Оценки и отзывы
| Иноязычные издания | Иноязычные издания |
| Издание            | Оценка             |
| ------------------ | ------------------ |
| GMBox Russia       | 8/10               |
| ITC.ua             | 100/100            |
| VGTimes            | 6,2/10             |

Игра получила преимущественно положительные отзывы журналистов и покупателей. В плюсах игры перечисляют графику, музыку и геймплей. В минусы — невысокую продолжительность и возможность не разглядеть противника из-за рисовки и врагов и окружения в одном стиле.

## Награды
Игра выиграла финансирование и издательство на GamesJamKanobu.
Игра выиграла в номинации Best Game Showcase на NextCastle Party 2014.
Игра заняла 3 место в SiliconJam #2.